# Royal Racing Club Mormont
 (août 2021).
Si vous disposez d'ouvrages ou d'articles de référence ou si vous connaissez des sites web de qualité traitant du thème abordé ici, merci de compléter l'article en donnant les références utiles à sa vérifiabilité et en les liant à la section « Notes et références ».
Maillots
Dernière mise à jour : 18 août 2021.
Le Royal Racing Club Mormont est un club belge de football, localisé dans le village de Mormont, dans l'entité d'Érezée en Province de Luxembourg. Porteur du matricule 3816, le club joue en « orange et noir ».
Il évolue en Division 3 Amateur lors de la saison 2021-2022, ce qui constitue sa 20e saison en séries nationales.

## Le Club
Le RC Mormont est créé le 7 novembre 1942 par une bande de copains dans le petit village ardennais de Mormont. En raison des circonstances liées au second conflit mondial et à sa situation géographique ne facilitant pas les déplacements, le nouveau cercle, qui a reçu le matricule 3816 lors de son affiliation à l'URBSFA, ne joue que des rencontres amicales.
Le club débute en compétition officielle lors de la saison 1948-1949. Il est versé en 3e Provinciale luxembourgeoise.
Le RC Mormont gravit lentement les échelons du football provincial. En 1959, il atteint la 2e Provinciale et en 1973, il monte parmi l'élite luxembourgeoise.
Le début des années 1980 marquent l'entame d'une ère victorieuse pour le petit village de Mormont. Son Racing Club est champion provincial en 1981 et monte pour la première fois en séries nationales. Lors de sa saison inaugurale, le club est versé dans la "série B", finalement remportée par Diegem Sport. Les Orange et Noir ardennais rencontrent quelques grands noms du football belge puisque la série comporte aussi la Royale Union, La Forestoise ou le Crossing de Schaerbeek. Le RC Mormont termine 10e et premier luxembourgeois devant le Lorrain Arlon et l'Excelsior Virton.

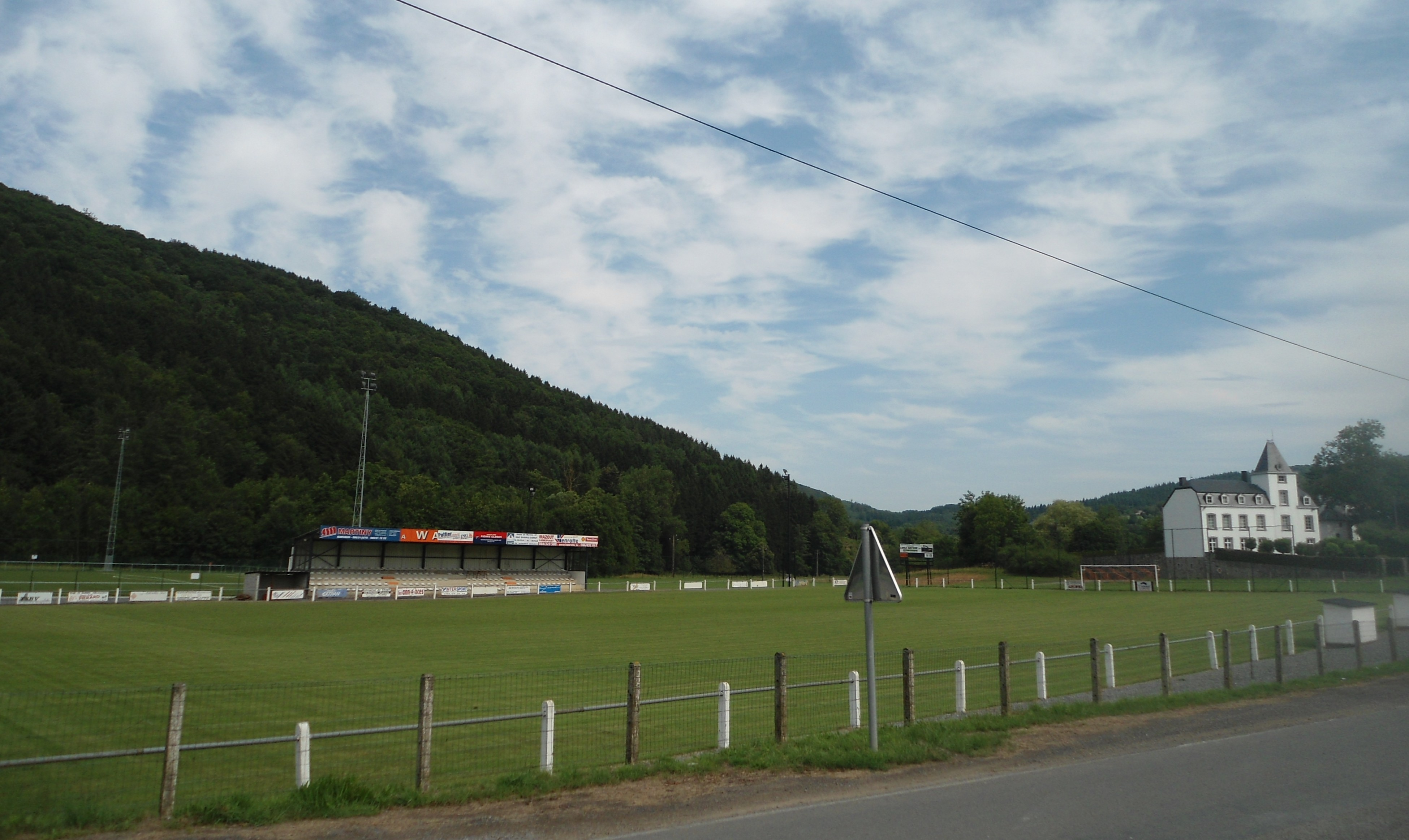
Stade du RC Mormont à Laforge (Érezée)

Le RC Mormont parvient à se maintenir durant neuf saisons en Promotion. En 1988, le cercle obtient son meilleur résultat en se classant 6e d'une série remportée par l'Union Hutoise. Mais deux ans plus tard, le matricule 3816 doit faire un pas en retrait, il est relégué en première provinciale.
Reconnu « Société Royale » en 1992, le club prend le nom de Royal RC Mormont. Deux ans plus tard, il enlève le titre provincial et remonte en Promotion. Cette fois, l'aventure tourne court et il redescend après une seule saison. Le club obtient encore la montée en 2002 mais une fois encore, il est relégué après une saison en nationale.
En 2005, le R. RC Mormont se qualifie pour le Tour final interprovincial, mais il y est battu dès le premier tour par le R. FC Meux (1-4).
En 2011, le club conquiert son quatrième titre provincial et retrouve la Promotion trente ans après sa première montée. Ce retour est toutefois de courte durée, le club terminant dernier de sa série en 2012-2013.
En 2014, le RC Mormont est de nouveau champion provincial devant son voisin le Royal Football Club Bomal. Il réintègre donc la Promotion pour la saison 2014-2015. Ce retour ne dure qu'un an, le club terminant à l'avant-dernière place, très loin du maintien. Il remonte toutefois au niveau national un an plus tard, mais cette fois vers le nouveau cinquième niveau national, qui prend le nom de Division 3 Amateur.

### Buvette/Épicerie
Le phénomène "Mormont" intéresse les médias. De nombreux journaux et magazines accordent de l'espace à la présentation du petit cercle ardennais. La RTBF, la chaîne nationale francophone, consacre un sujet amusant à la buvette du club qui fait aussi office d'épicerie pour le petit village.

## Résultats dans les divisions nationales
Statistiques mises à jour le 30 juin 2018

### Bilan
| Niv | Divisions     | Jouées | Titres | TM Up | TM Down |
| --- | ------------- | ------ | ------ | ----- | ------- |
| I   | 1re nationale | 0      | 0      |       |         |
| II  | 2e nationale  | 0      | 0      |       |         |
| III | 3e nationale  | 0      | 0      |       |         |
| IV  | 4e nationale  | 14     | 0      |       |         |
| V   | 5e nationale  | 5      | 0      | 1     |         |
|     |               |        |        |       |         |
|     | TOTAUX        | 19     | 0      | 1     | 0       |

- TM Up : test-match pour départager des égalités, ou toutes formes de Barrages ou de Tour final pour une montée éventuelle.
- TM Down : test-match pour départager des égalités, ou toutes formes de Barrages ou de Tour final pour le maintien.

### Classements saison par saison
| Ordre               | Saison  | Nom du club   | Niveau                          | Classement final | Remarques                        |
| ------------------- | ------- | ------------- | ------------------------------- | ---------------- | -------------------------------- |
| 1                   | 1981-82 | RC Mormont    | Promotion série B               | 10e/16           |                                  |
| 2                   | 1982-83 | RC Mormont    | Promotion série C               | 10e/16           |                                  |
| 3                   | 1983-84 | RC Mormont    | Promotion série D               | 11e/16           |                                  |
| 4                   | 1984-85 | RC Mormont    | Promotion série D               | 9e/16            |                                  |
| 5                   | 1985-86 | RC Mormont    | Promotion série D               | 8e/16            |                                  |
| 6                   | 1986-87 | RC Mormont    | Promotion série D               | 10e/16           |                                  |
| 7                   | 1987-88 | RC Mormont    | Promotion série D               | 6e/16            |                                  |
| 8                   | 1988-89 | RC Mormont    | Promotion série D               | 13e/16           |                                  |
| 9                   | 1989-90 | RC Mormont    | Promotion série D               | 16e/16           | Relégué !                        |
| séries provinciales |         |               |                                 |                  |                                  |
| 10                  | 1994-95 | R. RC Mormont | Promotion série D               | 15e/16           | Relégué !                        |
| séries provinciales |         |               |                                 |                  |                                  |
| 11                  | 2002-03 | R. RC Mormont | Promotion série D               | 15e/16           | Relégué !                        |
| séries provinciales |         |               |                                 |                  |                                  |
| 12                  | 2011-12 | R. RC Mormont | Promotion série D               | 10e/16           |                                  |
| 13                  | 2012-13 | R. RC Mormont | Promotion série D               | 16e/16           | Relégué !                        |
| séries provinciales |         |               |                                 |                  |                                  |
| 14                  | 2014-15 | R. RC Mormont | Promotion série D               | 15e/16           | Relégué!                         |
| séries provinciales |         |               |                                 |                  |                                  |
| 15                  | 2016-17 | R. RC Mormont | Division 3 Amateur ACFF série B | 5e/14            | Tour final!                      |
| 16                  | 2017-18 | R. RC Mormont | Division 3 Amateur ACFF série B | 12e/16           |                                  |
| 17                  | 2018-19 | R. RC Mormont | Division 3 Amateur ACFF série B | 11e/16           |                                  |
| 18                  | 2019-20 | R. RC Mormont | Division 3 Amateur ACFF série B | 8e/16            | Saison arrêtée le 12 mars 2020 ! |
| 19                  | 2020-21 | R. RC Mormont | Division 3 ACFF série B         | N/A              | Saison annulée !                 |
| 20                  | 2021-22 | R. RC Mormont | Division 3 ACFF série B         | 11e/16           |                                  |
| 21                  | 2022-23 | R. RC Mormont | Division 3 ACFF série B         | 6e/16            |                                  |
| 22                  | 2023-24 | R. RC Mormont | Division 3 ACFF série B         | 9e/16            |                                  |
| 23                  | 2023-24 | R. RC Mormont | Division 3 ACFF série B         | /16              |                                  |